# Collegio di South West Devon
South West Devon è un collegio elettorale inglese situato nel Devon e rappresentato alla Camera dei comuni del parlamento del Regno Unito. Elegge un membro del parlamento con il sistema maggioritario a turno unico; l'attuale parlamentare è Rebecca Smith del Partito Conservatore, che rappresenta il collegio dal 2024.

## Estensione

South West Devon dal 2010 al 2024

- 1997-2010: i ward del distretto di South Hams di Bickleigh and Shaugh, Brixton, Charterlands, Cornwood and Harford, Erme Valley, Ivybridge, Modbury, Newton and Noss, Sparkwell, Ugborough, Wembury e Yealmpton, i ward della città di Plymouth di Plympton Erle, Plympton St Mary, Plymstock Dunstone e Plymstock Radford e il ward del Borough di West Devon di Buckland Monachorum.
- 2010-2024: i ward del distretto di South Hams di Bickleigh and Shaugh, Charterlands, Cornwood and Sparkwell, Erme Valley, Ivybridge Central, Ivybridge Filham, Ivybridge Woodlands, Newton and Noss, Wembury and Brixton e Yealmpton e i ward della città di Plymouth di Chaddlewood, Plympton Erle, Plympton St Mary, Plymstock Dunstone e Plymstock Radford.
- dal 2024: i ward del distretto di South Hams di Bickleigh and Cornwood; Ermington and Ugborough; Ivybridge East; Ivybridge West; Newton and Yealmpton; Wembury and Brixton e Woolwell, i ward della città di Plymouth di Plympton Chaddlewood; Plympton Erle; Plympton St. Mary; Plymstock Dunstone e Plymstock Radford e i ward del West Devon di Buckland Monachorum e Burrator.[1]

Il collegio sorge nella parte sud-occidentale del Devon e comprende la parte orientale della città di Plymouth, cioè le piccole cittadine di Plympton (che, in quanto collegio di Plympton Erle elesse i suoi deputati fino al Reform Act 1832, che abolì il seggio in quanto borgo putrido), e Plymostock, che sono così vicine da essere praticamente fuse con la parte orientale di Plymouth, come anche la città di Ivybridge e gran parte di South Hams. Tra i suoi elementi distintivi vi è Dartmoor e la parte costiera meridionale.

## Membri del parlamento
| Elezione | Elezione      | Deputato      | Partito      |
| -------- | ------------- | ------------- | ------------ |
|          | 1997          | Gary Streeter | Conservatore |
| 2024     | Rebecca Smith |               | Conservatore |

## Elezioni

### Elezioni negli anni 2020
| Partito                    | Partito                                   | Candidato                  | Risultati 4 luglio 2024 | Risultati 4 luglio 2024 |
| Partito                    | Partito                                   | Candidato                  | Voti                    | %                       |
| -------------------------- | ----------------------------------------- | -------------------------- | ----------------------- | ----------------------- |
|                            | Conservatore                              | Rebecca Smith              | 17 916                  | 34,29                   |
|                            | Laburista                                 | Sarah Allen                | 15 804                  | 30,25                   |
|                            | Reform UK                                 | Stephen Horner             | 9 361                   | 17,92                   |
|                            | Lib Dem                                   | Julian Brazil              | 5 551                   | 10,63                   |
|                            | Verdi                                     | Lauren McLay               | 2 925                   | 5,60                    |
|                            | Indipendente                              | Alan Spencer               | 438                     | 0,84                    |
|                            | TUSC                                      | Ben Davy                   | 141                     | 0,27                    |
|                            | Heritage                                  | Darryl Ingram              | 106                     | 0,20                    |
|                            |                                           |                            |                         |                         |
| Iscritti                   | Iscritti                                  | Iscritti                   | 77 600                  | 100,00                  |
| ↳ Votanti (% su iscritti)  | ↳ Votanti (% su iscritti)                 | ↳ Votanti (% su iscritti)  | 52 242                  | 67,32                   |
| ↳ Astenuti (% su iscritti) | ↳ Astenuti (% su iscritti)                | ↳ Astenuti (% su iscritti) | 25 358                  | 32,68                   |
|                            |                                           |                            |                         |                         |
|                            | Esito: collegio confermato a Conservatore |                            |                         |                         |

### Elezioni negli anni 2010
| Partito                    | Partito                                   | Candidato                  | Risultati 12 dicembre 2019 | Risultati 12 dicembre 2019 |
| Partito                    | Partito                                   | Candidato                  | Voti                       | %                          |
| -------------------------- | ----------------------------------------- | -------------------------- | -------------------------- | -------------------------- |
|                            | Conservatore                              | Gary Streeter              | 33 286                     | 62,37                      |
|                            | Laburista                                 | Alex Beverley              | 11 856                     | 22,22                      |
|                            | Lib Dem                                   | Sima Davarian              | 6 207                      | 11,63                      |
|                            | Verdi                                     | Ian Poyser                 | 2 018                      | 3,78                       |
|                            |                                           |                            |                            |                            |
| Iscritti                   | Iscritti                                  | Iscritti                   | 72 535                     | 100,00                     |
| ↳ Votanti (% su iscritti)  | ↳ Votanti (% su iscritti)                 | ↳ Votanti (% su iscritti)  | 53 367                     | 73,57                      |
| ↳ Astenuti (% su iscritti) | ↳ Astenuti (% su iscritti)                | ↳ Astenuti (% su iscritti) | 19 168                     | 26,43                      |
|                            |                                           |                            |                            |                            |
|                            | Esito: collegio confermato a Conservatore |                            |                            |                            |

| Partito                    | Partito                                   | Candidato                  | Risultati 8 giugno 2017 | Risultati 8 giugno 2017 |
| Partito                    | Partito                                   | Candidato                  | Voti                    | %                       |
| -------------------------- | ----------------------------------------- | -------------------------- | ----------------------- | ----------------------- |
|                            | Conservatore                              | Gary Streeter              | 31 634                  | 59,85                   |
|                            | Laburista Co-Op                           | Philippa Davey             | 15 818                  | 29,93                   |
|                            | Lib Dem                                   | Caroline Voaden            | 2 732                   | 5,17                    |
|                            | UKIP                                      | Ian Ross                   | 1 540                   | 2,91                    |
|                            | Verdi                                     | Win Scutt                  | 1 133                   | 2,14                    |
|                            |                                           |                            |                         |                         |
| Iscritti                   | Iscritti                                  | Iscritti                   | 71 428                  | 100,00                  |
| ↳ Votanti (% su iscritti)  | ↳ Votanti (% su iscritti)                 | ↳ Votanti (% su iscritti)  | 52 857                  | 74,00                   |
| ↳ Astenuti (% su iscritti) | ↳ Astenuti (% su iscritti)                | ↳ Astenuti (% su iscritti) | 18 571                  | 26,00                   |
|                            |                                           |                            |                         |                         |
|                            | Esito: collegio confermato a Conservatore |                            |                         |                         |

| Partito                    | Partito                                   | Candidato                  | Risultati 7 maggio 2015 | Risultati 7 maggio 2015 |
| Partito                    | Partito                                   | Candidato                  | Voti                    | %                       |
| -------------------------- | ----------------------------------------- | -------------------------- | ----------------------- | ----------------------- |
|                            | Conservatore                              | Gary Streeter              | 28 500                  | 56,58                   |
|                            | Laburista                                 | Chaz Singh                 | 8 391                   | 16,66                   |
|                            | UKIP                                      | Robin Julian               | 7 306                   | 14,50                   |
|                            | Lib Dem                                   | Tom Davies                 | 3 767                   | 7,48                    |
|                            | Verdi                                     | Win Scutt                  | 2 408                   | 4,78                    |
|                            |                                           |                            |                         |                         |
| Iscritti                   | Iscritti                                  | Iscritti                   | 71 046                  | 100,00                  |
| ↳ Votanti (% su iscritti)  | ↳ Votanti (% su iscritti)                 | ↳ Votanti (% su iscritti)  | 50 372                  | 70,90                   |
| ↳ Astenuti (% su iscritti) | ↳ Astenuti (% su iscritti)                | ↳ Astenuti (% su iscritti) | 20 674                  | 29,10                   |
|                            |                                           |                            |                         |                         |
|                            | Esito: collegio confermato a Conservatore |                            |                         |                         |

| Partito                    | Partito                                   | Candidato                  | Risultati 6 maggio 2010 | Risultati 6 maggio 2010 |
| Partito                    | Partito                                   | Candidato                  | Voti                    | %                       |
| -------------------------- | ----------------------------------------- | -------------------------- | ----------------------- | ----------------------- |
|                            | Conservatore                              | Gary Streeter              | 27 908                  | 55,97                   |
|                            | Lib Dem                                   | Anna Pascoe                | 12 034                  | 24,14                   |
|                            | Laburista                                 | Luke Pollard               | 6 193                   | 12,42                   |
|                            | UKIP                                      | Hugh Williams              | 3 084                   | 6,19                    |
|                            | Verdi                                     | Vaughan Brean              | 641                     | 1,29                    |
|                            |                                           |                            |                         |                         |
| Iscritti                   | Iscritti                                  | Iscritti                   | 70 028                  | 100,00                  |
| ↳ Votanti (% su iscritti)  | ↳ Votanti (% su iscritti)                 | ↳ Votanti (% su iscritti)  | 49 860                  | 71,20                   |
| ↳ Astenuti (% su iscritti) | ↳ Astenuti (% su iscritti)                | ↳ Astenuti (% su iscritti) | 20 168                  | 28,80                   |
|                            |                                           |                            |                         |                         |
|                            | Esito: collegio confermato a Conservatore |                            |                         |                         |

### Elezioni negli anni 2000
| Partito                    | Partito                                   | Candidato                  | Risultati 5 maggio 2005 | Risultati 5 maggio 2005 |
| Partito                    | Partito                                   | Candidato                  | Voti                    | %                       |
| -------------------------- | ----------------------------------------- | -------------------------- | ----------------------- | ----------------------- |
|                            | Conservatore                              | Gary Streeter              | 21 906                  | 44,81                   |
|                            | Lib Dem                                   | Judy Evans                 | 11 765                  | 24,07                   |
|                            | Laburista                                 | Christopher Mavin          | 11 545                  | 23,62                   |
|                            | UKIP                                      | Hugh Williams              | 3 669                   | 7,51                    |
|                            |                                           |                            |                         |                         |
| Iscritti                   | Iscritti                                  | Iscritti                   | 71 260                  | 100,00                  |
| ↳ Votanti (% su iscritti)  | ↳ Votanti (% su iscritti)                 | ↳ Votanti (% su iscritti)  | 48 885                  | 68,60                   |
| ↳ Astenuti (% su iscritti) | ↳ Astenuti (% su iscritti)                | ↳ Astenuti (% su iscritti) | 22 375                  | 31,40                   |
|                            |                                           |                            |                         |                         |
|                            | Esito: collegio confermato a Conservatore |                            |                         |                         |

| Partito                    | Partito                                   | Candidato                  | Risultati 7 giugno 2001 | Risultati 7 giugno 2001 |
| Partito                    | Partito                                   | Candidato                  | Voti                    | %                       |
| -------------------------- | ----------------------------------------- | -------------------------- | ----------------------- | ----------------------- |
|                            | Conservatore                              | Gary Streeter              | 21 970                  | 46,84                   |
|                            | Laburista                                 | Christopher Mavin          | 14 826                  | 31,61                   |
|                            | Lib Dem                                   | Phil Hutty                 | 8 616                   | 18,37                   |
|                            | UKIP                                      | Roger Bullock              | 1 492                   | 3,18                    |
|                            |                                           |                            |                         |                         |
| Iscritti                   | Iscritti                                  | Iscritti                   | 70 959                  | 100,00                  |
| ↳ Votanti (% su iscritti)  | ↳ Votanti (% su iscritti)                 | ↳ Votanti (% su iscritti)  | 46 904                  | 66,10                   |
| ↳ Astenuti (% su iscritti) | ↳ Astenuti (% su iscritti)                | ↳ Astenuti (% su iscritti) | 24 055                  | 33,90                   |
|                            |                                           |                            |                         |                         |
|                            | Esito: collegio confermato a Conservatore |                            |                         |                         |

## Risultati dei referendum

### Referendum sulla permanenza del Regno Unito nell'Unione europea del 2016
|             | Collegio         | Lasciare UE % | Rimanere in UE % |
| ----------- | ---------------- | ------------- | ---------------- |
|             | South West Devon | 55,2%         | 44,8%            |
| Inghilterra | 53,3%            | 46,7%         |                  |
| Regno Unito | 51,9%            | 48,1%         |                  |